# Rio Fierarul (Galaţ)
O Rio Fierarul é um rio da Romênia, afluente do Galaţ, localizado no distrito de Covasna.